# Äspuss
Äspuss är en sjö i Enköpings kommun i Uppland och ingår i Norrströms huvudavrinningsområde. Sjön är 1,5 meter djup, har en yta på 0,037 kvadratkilometer och befinner sig 20,5 meter över havet. I sjöns norra ände finns en rastplats med bänkar och bord.